# O Clube
O Clube é uma série de televisão via streaming de origem portuguesa, dos géneros mistério e criminal criada pela SIC e desenvolvida por João Matos para a plataforma OPTO. A série segue a noite do clube mais famoso da capital, onde a sensualidade e o sexo se misturam com a política, a segurança, os negócios e o glamour. 
A série apresenta José Raposo, Margarida Vila-Nova, Filipa Areosa, Ana Cristina de Oliveira, Luana Piovani, Vera Kolodzig, Sara Matos, Sharam Diniz, Carolina Torres e Vera Moura no elenco principal. Matilde Reymão, Lourenço Ortigão, Jessica Athayde, Maria Dominguez, Ana Marta Ferreira, Beatriz Godinho, Índia Branquinho, Júlia Palha, Mariana Pacheco, Sofia Arruda, Soraia Tavares, Inês Pires Tavares, Carolina Carvalho, Carolina Loureiro, Isabela Valadeiro, Íris Runa e Inês Custódio juntaram-se ao elenco em temporadas posteriores.
O Clube explora muito o mistério e o crime, nunca descartando histórias adjacentes a muitas das personagens, numa lógica onde vai prevalecendo oculta a identidade de quem comete os crimes, o que alicia o espetador. A primeira temporada é composta por oito episódios e foi lançada a 18 de dezembro de 2020.
A 5 de dezembro de 2020, dias antes da estreia da série, foi confirmado que a série havia sido renovada para uma segunda temporada. Com 7 episódios, a segunda temporada foi lançada a 26 de fevereiro de 2021.
Depois de algumas especulações sobre uma terceira temporada da série, a 8 de junho de 2021 a terceira temporada foi oficialmente confirmada. Com 8 episódios, a terceira temporada foi lançada ainda no mesmo ano, a 9 de outubro.
A 22 de setembro de 2022, foi confirmado pela atriz Luana Piovani nas suas redes sociais que a série havia sido renovada para uma quarta temporada. A 13 de abril de 2023, foi oficialmente confirmada em conjunto de uma quinta temporada, com 6 episódios por cada uma das temporadas. A quarta temporada foi lançada a 22 de setembro de 2023. A quinta temporada foi lançada a 5 de janeiro de 2024.
A 17 de julho de 2024, foi anunciado que a SIC renovou a série para uma sexta e sétima temporadas. A sexta temporada, com 6 episódios, foi lançada a 3 de janeiro de 2025. A 14 de março de 2025, foi revelado que a sétima temporada, com 6 episódios, seria a última da série. A sétima temporada foi lançada a 25 de abril de 2025. O último episódio da série será lançado a 30 de maio de 2025.

## Sinopse

### Primeira temporada (2020-2021)
O Clube é a melhor casa noturna da capital. A que tem as melhores mulheres... E o melhor bife do lombo. A casa em que todos querem entrar. Viana, o porteiro é quem decide quem pode e não pode conhecer as delícias que o Clube tem para oferecer. É ele quem manda na porta, quem defende o Clube e quem dá a cara.
Nesta primeira temporada conhecemos também Vera, a filha de Vasco Leão, dono do Clube. Vera gere as operações da casa e tem a ideia de modernizar o Clube e trazê-los para uma nova era. Mas Vasco não está com muita vontade de fazer inovações e isso gera conflito entre ambos.
O Clube é conhecido pelas suas mulheres, bonitas, disponíveis, ardentes. Michele, brasileira, é uma das mais requisitadas pelos clientes. Maria, portuguesa, é a mais experiente e goza de um estatuto especial. Irina, russa, louca, rebelde e sempre a quebrar as regras é a que dá mais problemas. Estas são apenas três, das muitas mulheres bonitas que fazem do Clube a sua base. É um negócio onde todos ganham. Mas as coisas estão prestes a mudar...
A chegada de um grupo de amigas, mais novas e inexperientes, vai agitar as águas. E uma delas, Jéssica, não veio ter ao Clube por acaso. Ao mesmo tempo um jogador de futebol que é também um cliente de sempre, vai ver-se envolvido num caso de polícia que vai deixar marcas no Clube e nas pessoas que lá trabalham. E esta é também a noite em que chega Martina, russa, empresária, implacável.
A noite é cheia de surpresas e o perigo vem de onde menos se espera. Num momento, as coisas mudam. Para sempre.

### Segunda temporada (2021)
A calma parece ter regressado ao Clube, mas é aparente, pois o perigo não passou e Viana continua a ser o alvo dos inimigos do Clube.
A chegada de Cátia ao Clube promete baralhar o jogo de forças. Ela é a nova mulher do Clube, com o aval de Vera.
Andreia revela o seu passado e a forma como foi apanhada na rede de Martina. Jéssica vive agora um pesadelo e encontra-se prisioneira de um homem estrangeiro.

### Terceira temporada (2021)
Maria abriu uma casa exclusiva e disputa os clientes com Kiko, que trouxe o perfume de Ibiza para as noites de Lisboa.
A morte de Cátia traz ao clube Teresa, uma jornalista que se finge de acompanhante de luxo para investigar os segredos que se escondem por detrás dos vícios privados dos poderosos no mundo da noite.
Chega também ao clube a namorada de Kiko, a Madalena, que se apaixona por um playboy e por isso vai andar metida nesse mundo, apesar de não ser acompanhante. E também Rita, que chega ao clube para ganhar dinheiro para sustentar o filho, escondendo do marido que veio trabalhar para a noite.

### Quarta temporada (2023)
Maria está de regresso ao Clube, agora como gerente. Foi uma prenda do seu amante Pedrosa, que lhe deixou uma verba generosa para gerir a casa, mas partiu para outra aventura. Maria está sozinha e conta apenas com a ajuda de Viana e Michele, aliados de sempre, para levar o Clube para a frente. A sua ambição é alta e ela decide inovar.
Maria cria a SALA VIP, um espaço diferente, de acesso limitado e muito caro, onde mulheres bonitas, escolhidas a dedo, giram uma roleta que tem apenas duas cores, vermelho ou preto e assim são escolhidas pelos seus clientes e os levam para boudoirs privados, onde tudo é possível. Mas há um problema. Alguém anda a assassinar os clientes VIP do Clube.
O risco nunca foi tão elevado. Nunca esteve tanto em jogo. E tal como na roleta, nem sempre é a casa que ganha.

### Quinta temporada (2024)
As mortes dos clientes VIP colocaram o Clube numa situação de risco absoluto. Vai ser preciso um milagre para salvar a casa mais famosa das noites de Lisboa.
Na ânsia de encontrar o assassino, Mateus comete um erro que vai ter consequências trágicas para Eva e para o Clube. Miriam está cada vez mais pressionada pelo passado e o reaparecimento do pai vai trazer velhos fantasmas.
Quando parece que tudo está perdido, a solução pode ser recorrer a velhos amigos. E o Clube tem muitos…

### Sexta temporada (2025)
Na celebração do 25.º aniversário d’O Clube, o que começa como uma noite de festa rapidamente se transforma num jogo de traições e desespero. Vera Leão, a proprietária do espaço, enfrenta uma ameaça que pode destruir tudo o que construiu.
À medida que a festa decorre, segredos há muito escondidos vêm à superfície, alianças inesperadas formam-se e a tensão atinge novos patamares. Enquanto isso, Maria tenta afastar-se do mundo da noite, mas percebe que o seu destino está irremediavelmente ligado ao Clube, onde o perigo espreita a cada esquina…

### Sétima temporada (2025)
Depois dos acontecimentos explosivos da temporada anterior, o rescaldo da festa deixa marcas profundas.
Vera e Garay são forçados a unir-se contra um inimigo poderoso, enquanto Renata assume um papel decisivo nos novos jogos de poder. O destino de Viana é incerto, Rui revela finalmente a sua identidade, Sofia recebe uma lição de vida e Sara vê-se obrigada a enfrentar os fantasmas do passado.

## Elenco
| Ator/Atriz               | Personagem                                    | Temporada       | Temporada       | Temporada       | Temporada       | Temporada       | Temporada       | Temporada       |
| Ator/Atriz               | Personagem                                    | 1               | 2               | 3               | 4               | 5               | 6               | 7               |
| ------------------------ | --------------------------------------------- | --------------- | --------------- | --------------- | --------------- | --------------- | --------------- | --------------- |
| José Raposo              | Alberto Viana                                 | Principal       | Principal       | Principal       | Principal       | Principal       | Principal       | Principal       |
| Margarida Vila-Nova      | Vera Leão                                     | Principal       | Principal       | Does not appear | Principal       | Principal       | Principal       | Principal       |
| Filipa Areosa            | Jéssica Amado                                 | Principal       | Principal       | Does not appear | Does not appear | Does not appear | Does not appear | Does not appear |
| Ana Cristina de Oliveira | Martina Chernoff                              | Principal       | Principal       | Does not appear | Does not appear | Adicional       | Principal       | Principal       |
| Luana Piovani            | Michele Faria                                 | Principal       | Principal       | Principal       | Principal       | Principal       | Does not appear | Adicional       |
| Vera Kolodzig            | Maria Santos                                  | Principal       | Principal       | Principal       | Principal       | Principal       | Principal       | Participação    |
| Sara Matos               | Andreia Amado                                 | Principal       | Principal       | Does not appear | Does not appear | Does not appear | Does not appear | Does not appear |
| Sharam Diniz             | Samara Elias                                  | Principal       | Principal       | Does not appear | Does not appear | Does not appear | Does not appear | Does not appear |
| Carolina Torres          | Irina Balanchuk                               | Principal       | Does not appear | Does not appear | Does not appear | Does not appear | Does not appear | Does not appear |
| Vera Moura               | Rute Soares                                   | Principal       | Does not appear | Does not appear | Does not appear | Does not appear | Does not appear | Does not appear |
| Matilde Reymão           | Carlota Mendes / Cátia Batista (nome falso)   | Does not appear | Recorrente      | Principal       | Does not appear | Does not appear | Does not appear | Does not appear |
| Lourenço Ortigão         | Francisco «Kiko» Gomes                        | Does not appear | Does not appear | Principal       | Does not appear | Participação    | Does not appear | Does not appear |
| Jessica Athayde          | Teresa Matias / Anabela (nome falso)          | Does not appear | Does not appear | Principal       | Recorrente      | Recorrente      | Does not appear | Does not appear |
| Maria Dominguez          | Madalena Cortez                               | Does not appear | Does not appear | Principal       | Does not appear | Does not appear | Does not appear | Does not appear |
| Ana Marta Ferreira       | Rita Oliveira                                 | Does not appear | Does not appear | Principal       | Does not appear | Does not appear | Principal       | Principal       |
| Beatriz Godinho          | Renata Bravo                                  | Does not appear | Does not appear | Principal       | Does not appear | Does not appear | Principal       | Principal       |
| Índia Branquinho         | Beatriz Azevedo / Eliane Batista (nome falso) | Does not appear | Does not appear | Principal       | Does not appear | Does not appear | Does not appear | Does not appear |
| Júlia Palha              | Madalena / Eva (nome falso)                   | Does not appear | Does not appear | Does not appear | Principal       | Principal       | Does not appear | Does not appear |
| Inês Pires Tavares       | Miriam Figueiredo                             | Does not appear | Does not appear | Does not appear | Principal       | Principal       | Does not appear | Does not appear |
| Mariana Pacheco          | Diana                                         | Does not appear | Does not appear | Does not appear | Principal       | Principal       | Does not appear | Does not appear |
| Soraia Tavares           | Lilianne                                      | Does not appear | Does not appear | Does not appear | Principal       | Principal       | Does not appear | Does not appear |
| Sofia Arruda             | Joanne                                        | Does not appear | Does not appear | Does not appear | Principal       | Principal       | Does not appear | Does not appear |
| Isabela Valadeiro        | Belinda                                       | Does not appear | Does not appear | Does not appear | Does not appear | Does not appear | Principal       | Principal       |
| Carolina Carvalho        | Beatriz Garay                                 | Does not appear | Does not appear | Does not appear | Does not appear | Does not appear | Principal       | Principal       |
| Carolina Loureiro        | Sara                                          | Does not appear | Does not appear | Does not appear | Does not appear | Does not appear | Principal       | Principal       |
| Íris Runa                | Salomé                                        | Does not appear | Does not appear | Does not appear | Does not appear | Does not appear | Principal       | Principal       |
| Inés Custódio            | Sofia                                         | Does not appear | Does not appear | Does not appear | Does not appear | Does not appear | Principal       | Principal       |

## Produção

### Desenvolvimento
Num post da conta de Instagram da atriz e apresentadora Luana Piovani, foi confirmado pela própria que estava numa série da SIC, sendo uma ideia original do canal, cuja autoria seria de João Matos. Duas semanas mais tarde, durante a apresentação digital das novidades da reentré de 2020 foi revelado que a série se iria chamar “O Clube” e que iria estar no catálogo da plataforma de streaming OPTO e o logótipo da série. O genérico foi gravado na casa noturna “Elefante Branco”, que curiosamente serviu de inspiração para a série. A produtora da série é a Santa Rita Filmes.
Os trabalhos começaram a 19 de outubro e terminaram a 27 de dezembro de 2020, tendo sido gravadas as duas primeiras temporadas da série em conjunto, de forma a garantir uma maior proximidade na evolução dos personagens e assegurar um custo de produção mais baixo do que o expectável para projetos com intervalos de tempo em antena.
Os trabalhos da segunda produção, correspondente à terceira temporada, começaram a 12 de agosto e terminaram em setembro de 2021.
A terceira produção, correspondente à quarta e quinta temporadas gravadas em simultâneo, retomou novamente os trabalhos a 5 de junho de 2023 e terminaram ainda no mesmo ano, a 21 de julho.
A quarta produção, equivalente à sexta e sétima temporadas gravadas em simultâneo, começou a 5 de outubro de 2024 e terminou a 16 de novembro do mesmo ano.

### Escolha do elenco
A atriz e apresentadora Luana Piovani foi a primeira atriz confirmada na série, a partir de um post na conta de Instagram da própria. O nome da sua personagem é Michele, uma prostituta brasileira. Sara Matos, Filipa Areosa, Margarida Vila-Nova, José Raposo, Carolina Torres, Vera Kolodzig, João Baptista, Vera Moura, Sharam Diniz, Ana Cristina de Oliveira, Tiago Felizardo, Fernando Rodrigues e Vítor Norte compõem o restante elenco, contando ainda com a participação especial do apresentador Ljubomir Stanisic e com Mikaela Lupu, Pedro Barbeitos e Gonçalo Diniz no elenco adicional. O ator Afonso Lopes foi confirmado na série durante a sua ida ao “Casa Feliz”, mas por algum motivo desconhecido não participou na série. Para a segunda temporada, a atriz Matilde Reymão foi escolhida para viver Cátia.
Conforme anunciada a terceira temporada da série, os primeiros nomes anunciados para a terceira temporada foram as atrizes Jessica Athayde, Ana Marta Ferreira e Maria Dominguez, mantendo-se os atores José Raposo, Luana Piovani, Vera Kolodzig e Matilde Reymão, ao contrário de Margarida Vila-Nova que não entrou na temporada. Com a contratação de Lourenço Ortigão em agosto de 2021 para a SIC, foi revelado que o ator iria estar no elenco principal da nova temporada da série. Beatriz Godinho, Ricardo Carriço, Gonçalo Cabral, Vítor Silva Costa, Kapinha e Índia Branquinho compõem o restante elenco.
Conforme anunciadas as temporadas 4 e 5 da série, foram confirmados os regressos de Jessica Athayde, José Raposo, Lourenço Ortigão, Luana Piovani, Vera Kolodzig e Margarida Vila-Nova (que esteve ausente na temporada 3) para o elenco principal, a par de Júlia Palha, Mariana Pacheco, Sofia Arruda, Soraia Tavares e Inês Pires Tavares. Ivo Lucas, José Mata, João Jesus, Diogo Martins, Rui Unas, Pedro Hossi e Renato Godinho compõem o restante elenco. João Catarré estava dado como certo, porém devido à descoberta de um problema de saúde acabou por ser afastado do elenco. Sofia Ribeiro, Joana Aguiar e Carolina Loureiro também estariam no elenco, mas por motivos desconhecidos não participaram na série.
Após anunciadas as temporadas 6 e 7, Margarida Vila-Nova, José Raposo e Vera Kolodzig foram confirmados para regressar à história, além do regresso de Ana Cristina de Oliveira, Ana Marta Ferreira e Beatriz Godinho à história após estarem ausentes nas últimas temporadas. Isabela Valadeiro, Carolina Carvalho, Íris Runa, Inês Custódio e Carolina Loureiro, que esteve anteriormente cotada para entrar na série, também foram confirmadas no elenco principal. Ricardo Pereira, João Bettencourt, Rodrigo Tomás, Anabela Moreira e João Reis compõem o restante elenco. Júlia Palha, Luana Piovani e Inês Pires Tavares também haviam sido confirmadas para regressar à história, mas tal não ocorreu.

## Exibição
Para promover a estreia da terceira temporada da série, a SIC decidiu transmitir a sua primeira temporada em sinal aberto, estreando a 25 de setembro e terminando a 9 de outubro de 2021. A estreia de "O Clube" registou 4.2 de audiência média e 17.3% de share com 398.100 espectadores. O pico foi de 5.2/18.6% no inicio. Saltando a segunda temporada, a SIC decidiu emitir a terceira temporada nas madrugadas do canal de 2 de fevereiro a 23 de março de 2025. Ainda no mesmo ano, a SIC acabou por emitir a segunda temporada de 1 de junho a 13 de julho, também nas madrugadas do canal.

### Exibição internacional
No Brasil, a primeira temporada da série estreou a 10 de março de 2022 na plataforma de streaming Globoplay.
As primeiras três temporadas da série foram lançadas a 15 de setembro de 2023 na plataforma de streaming Amazon Prime Video. Ainda no mesmo ano, a Prime Video lançou a quarta temporada a 3 de novembro. A quinta temporada foi lançada simultaneamente com a OPTO, a 5 de janeiro de 2024, com cada episódio a ser lançado a uma sexta-feira. A sexta temporada foi lançada a 14 de fevereiro de 2025.
| País   | Transmissão        | Título adaptado | Temporadas | Estreia                | Final    |
| ------ | ------------------ | --------------- | ---------- | ---------------------- | -------- |
| Brasil | Globoplay          | O Clube         | 3          | 10 de março de 2022    | presente |
| Mundo  | Amazon Prime Video | O Clube         | 6          | 15 de setembro de 2023 | presente |

## Episódios
| Resumo | Resumo | Episódios | Episódios | Originalmente exibido   | Originalmente exibido  |
| Resumo | Resumo | Episódios | Episódios | Estreia da temporada    | Final da temporada     |
| ------ | ------ | --------- | --------- | ----------------------- | ---------------------- |
|        | 1      | 8         | 8         | 18 de dezembro de 2020  | 5 de fevereiro de 2021 |
|        | 2      | 7         | 7         | 26 de fevereiro de 2021 | 9 de abril de 2021     |
|        | 3      | 8         | 8         | 9 de outubro de 2021    | 27 de novembro de 2021 |
|        | 4      | 6         | 6         | 22 de setembro de 2023  | 27 de outubro de 2023  |
|        | 5      | 6         | 6         | 5 de janeiro de 2024    | 9 de fevereiro de 2024 |
|        | 6      | 6         | 6         | 3 de janeiro de 2025    | 7 de fevereiro de 2025 |
|        | 7      | 6         | 6         | 25 de abril de 2025     | 30 de maio de 2025     |

## Prémios
| Ano  | Prémio                       | Categoria      | Por                         | Resultado | Ref.   |
| ---- | ---------------------------- | -------------- | --------------------------- | --------- | ------ |
| 2021 | 25.ª gala dos Globos de Ouro | Melhor Ator    | José Raposo                 | Indicado  | [ 78 ] |
| 2021 | 25.ª gala dos Globos de Ouro | Melhor Projeto | SIC/OPTO, Santa Rita Filmes | Indicado  | [ 78 ] |
| 2022 | 26.ª gala dos Globos de Ouro | Melhor Atriz   | Jessica Athayde             | Indicado  | [ 79 ] |
| 2022 | 26.ª gala dos Globos de Ouro | Melhor projeto | O Clube - 3.ª temporada     | Indicado  | [ 79 ] |